# Michael Türk
Michael Türk magyaros névalakban Türk Mihály (Prázsmár (Brassó megye), 1843. május 18. – Feketehalom, 1900. július 19.) evangélikus lelkész.

## Élete
A főgimnáziumot 1862-ben Brassóban végezte; a teológiára és tanári pályára készült Jénában, Berlinben és Bécsben. 1886 júliusában visszatért Brassóba, és 1869-ben az ottani fiú elemi iskolában és 1873-ban a gimnáziumban alkalmazták. 1882. október 29-én Feketehalom (Brassó megye) evangélikus gyülekezete lelkészének választotta, itt is hunyt el.
Zur Vergleichung der Iliade und des Nibelungenliedes (Az Iliasz és a Nibelung-ének összehasonlításához) címmel a brassói főgimnázium Programmjában jelent meg 1873-ban. Közreműködött a Quellen zur Geschichte der Stadt Kronstad című munka I. köteténél.

## Munkái
1. Eine Reise in Norwegen und Schweden. Kronstadt, 1877. (Különny. a Kronstädter Zeitungból).
2. Der Kronstädter ev. Schulfondverein. Eine geschichtliche Skizze. Uo. 1882.
3. Neunter Jahresbericht der ev. Kirchengemeinde A. B. in Zeiden. Uo. év n.
4. Zehnter Jahresbericht ... Uo. 1899.